# Caryophyllia spinicarens
Caryophyllia spinicarens is een rifkoralensoort uit de familie Caryophylliidae. De wetenschappelijke naam van de soort is voor het eerst geldig gepubliceerd in 1881 door Henry Nottidge Moseley.